# おーい幸福!
『おーい幸福!』（おーいしあわせ）は、1969年7月28日から同年9月29日まで日本テレビ系列で放送されていたテレビドラマである。カラー放送。東宝、日本テレビ、テアトル・プロの共同製作。全10話。放送時間は毎週月曜 20:00 - 20:56 （日本標準時）。
第2話までのタイトルロゴは表題通りの表記であったが、第3話をもって感嘆符のない『おーい幸福』表記に改められた。
この時間帯でのテレビドラマの放送は、本作の最終回をもって終了した。

## あらすじ
主人公の住吉ハルカは大学生であったが、突如大学をやめてお手伝いさんに転身。2年で100万円を貯めることを目標に張り切る様子を見せるも、その理由については誰にも話そうとしない。

## キャスト
- 住吉ハルカ：藤田弓子
- 藤尾カシコ：三益愛子
- 藤尾秀吉：佐野周二
- 藤尾才次郎：原田大二郎
- 登美子：高杉早苗
- 馬場陽介：前田吟
- 住吉岩吉：森川信
- 明：頭師佳孝
- 住吉ミチコ：石崎恵美子
- 梨花：倉野章子
- 芳江：田代信子
- 愛子：伊井利子
- 長沼春子：菅井きん

## スタッフ
- 原作：京都伸夫
- 脚本：椎名利夫、杉本彰
- 演出：児玉進、長野卓、手銭弘喜
- 制作：東宝、NTV

## 放送日程
| 話数 | 放送日 （1969年） | サブタイトル       | 脚本     | 演出     | ゲスト                                                       |
| ---- | ----------------- | ------------------ | -------- | -------- | ------------------------------------------------------------ |
| 1    | 7月28日           | オーイ100万円！    | 椎名利夫 | 児玉進   |                                                              |
| 2    | 8月4日            | オーイ慰謝料！     | 椎名利夫 | 長野卓   | 宗方勝巳                                                     |
| 3    | 8月11日           | オーイ欠陥者！     | 椎名利夫 | 手銭弘喜 |                                                              |
| 4    | 8月18日           | オーイどん感！     | 椎名利夫 | 児玉進   | 東郷晴子                                                     |
| 5    | 8月25日           | オーイ、バカンス！ | 杉本彰   | 長野卓   | 伊丹十三、東山明美、此島愛子、七瀬真紀、菱見百合子、木村豊幸 |
| 6    | 9月1日            | オーイ、お見合い！ | 杉本彰   | 手銭弘喜 | 平凡太郎、畠山麦                                             |
| 7    | 9月8日            | オーイK・Oパンチ！ | 椎名利夫 | 児玉進   | 福島三四郎、滝那保子                                         |
| 8    | 9月15日           | オーイ、真実！     | 椎名利夫 | 長野卓   | 赤座美代子                                                   |
| 9    | 9月22日           | オーイ！爆発       | 椎名利夫 | 手銭弘喜 | 船戸順                                                       |
| 10   | 9月29日           | オーイ！アフリカ   | 椎名利夫 | 手銭弘喜 | 船戸順、富田仲次郎                                           |